# جانيس بيج
جانيس بيج (بالإنجليزية: Janis Paige)‏ هي مغنية وممثلة أمريكية، ولدت في 16 سبتمبر 1922 في الولايات المتحدة.

## أعمال

### مسلسلات
- أيام سعيدة

## وصلات خارجية
- جانيس بيج على موقع IMDb (الإنجليزية)
- جانيس بيج على موقع ألو سيني (الفرنسية)
- جانيس بيج على موقع ميوزك برينز (الإنجليزية)
- جانيس بيج على موقع تيرنر كلاسيك موفيز (الإنجليزية)
- جانيس بيج على موقع أول موفي (الإنجليزية)
- جانيس بيج على موقع قاعدة بيانات برودواي على الإنترنت (الإنجليزية)
- جانيس بيج على موقع قاعدة بيانات الأفلام السويدية (السويدية)
- جانيس بيج على موقع إن إن دي بي (الإنجليزية)
- جانيس بيج على موقع ديسكوغز (الإنجليزية)
- جانيس بيج على موقع قاعدة بيانات الفيلم (الإنجليزية)